# Права ЛГБТ в Восточном Тиморе
Лесбиянки, геи, бисексуалы и трансгендерные люди (ЛГБТ) в Восточном Тиморе сталкиваются с проблемами правового характера, не затрагивающими не-ЛГБТ резидентов. Несмотря на то, что сексуальные контакты между лицами одного пола в Восточном Тиморе легальны, однополые семьи и домохозяйства не имеют доступа к правам и юридическим гарантиям, доступным членам зарегистрированных разнополых браков.
Восточный Тимор считается лидером по соблюдению прав человека, включая права ЛГБТ, в Юго-Восточной Азии; однако в стране всё ещё отсутствует какая-либо правовая защита для граждан, принадлежащих к ЛГБТ. В 2011 году страна подписала Декларацию ООН о сексуальной ориентации и гендерной принадлежности, присоединяясь к осуждению насилия и дискриминации по отношению к ЛГБТ-людям. С июля 2017 года в стране ежегодно проводятся прайд-парады.

## Легальность и регистрация отношений
Однополые контакты в стране легальны с 1975 года. Возраст согласия составляет 14 лет вне зависимости от сексуальной ориентации или пола.
В стране отсутствует юридическое признание однополых браков.

## Защита от дискриминации
Юридическая ответственность за дискриминацию на основании сексуальной ориентации или гендерной идентичности не предусмотрена. До принятия конституции страны в 2002 году, была предпринята попытка включить в её проект запрет на подобную дискриминацию, однако предложение было отвергнуто 52 из 88 членов парламента.
Тем не менее, с 2009 года предрассудки на почве сексуальной ориентации стали отягчающим обстоятельством при рассмотрении преступления.

## Обзор
| Легальность однополых контактов                                                             | (с 1975 года) |
| Равный возраст согласия (14)                                                                | (с 1975 года) |
| Анти-дискриминационные законы при трудоустройстве                                           | Нет           |
| Анти-дискриминационные законы при оказании услуг                                            | Нет           |
| Анти-дискриминационные законы в других областях (язык вражды, непрямая дискриминация и пр.) | Нет           |
| Законы о преступлениях на почве ненависти против ЛГБТ-людей                                 | (с 2009 года) |
| Однополые браки                                                                             | Нет           |
| Признание однополых браков                                                                  | Нет           |
| Усыновление детей однополыми союзами                                                        | Нет           |
| Право юридической смены пола                                                                | Нет           |
| Экстракорпоральное оплодотворение для лесбиянок                                             | Нет           |
| Суррогатное материнство для гей-союзов                                                      | Нет           |
| МСМ имеют право сдавать кровь                                                               | Нет           |